# Majel Barrett
Majel Barrett (właśc. Majel Barrett-Roddenberry, prawdziwe nazwisko panieńskie Hudec; ur. 23 lutego 1932 w Cleveland, zm. 18 grudnia 2008 w Los Angeles) – amerykańska aktorka i producentka telewizyjna, najszerzej znana ze swojego zaangażowania w seriale i filmy z uniwersum Star Trek, którego twórcą był jej mąż, Gene Roddenberry. Wielu fanów i dziennikarzy określało ją mianem „Pierwszej Damy Star Trek”.

## Życiorys

### Początki kariery
Studiowała prawo na University of Miami, jednak nie udało jej się ukończyć tych studiów, wobec czego postanowiła podjąć karierę aktorską. Początkowo starała się zaistnieć na nowojorskich scenach teatralnych, po czym przeniosła się do Hollywood. Zagrała kilka niewielkich ról filmowych, a także gościnne role w takich serialach jak Bonanza, Nietykalni czy The Lieutenant. Na planie tej ostatniej produkcji poznała Gene’a Roddenberry’ego, który był głównym scenarzystą tego serialu. Roddenberry był wówczas żonaty i miał dwoje dzieci, ale mimo to nawiązała się między nimi intymna relacja.

### Star Trek

#### Lata 60., 70. i 80.
W 1964 wystąpiła w pierwszym pilocie serialu Star Trek (znanego dziś jako Star Trek: Seria oryginalna) w roli nieznanej z imienia czy nazwiska, określanej po prostu jako Numer Jeden, pierwszej oficer statku kosmicznego USS Enterprise. Telewizja NBC nie zdecydowała się na emisję serialu w tej postaci i choć dała mu jeszcze jedną szansę, zamawiając drugiego pilota, jednocześnie zażądała zmiany całej obsady, z której ostatecznie zachowany został tylko Leonard Nimoy jako Spock. Mimo to Barrett znalazła się wśród aktorów występujących we wszystkich trzech sezonach Serii oryginalnej, jednak otrzymała zupełnie nową rolę – siostry Christine Chapel, głównej pielęgniarki statku. Aby ukryć podobieństwo z postacią z nieudanego pilota, Barrett, naturalnie będącą brunetką, jako Chapel występowała w peruce blond. Oprócz tego użyczała także głosu komputerowi pokładowemu. Dwa miesiące po zakończeniu emisji Serii oryginalnej, której telewizja NBC postanowiła nie kontynuować po trzecim sezonie, rozwiedziony już wówczas Roddenberry oraz Barrett wzięli ślub. W 1974 przyszło na świat ich jedyne wspólne dziecko, syn Rod.
W latach 1973–1974 Barrett brała udział w dubbingu serialu Star Trek: Seria animowana, gdzie oprócz siostry Chapel i komputera grała jeszcze szereg postaci epizodycznych. Dwukrotnie wcielała się także w postać Chapel, wówczas już samodzielnej lekarki, w filmach kinowych. Były to Star Trek (1979) oraz Star Trek IV: Powrót na Ziemię (1986).

#### Późniejsze lata
Od 1987 Barrett występowała gościnnie w serialu Star Trek: Następne pokolenie w nowej roli Lwaxany Troi, matki jednej z głównych bohaterek, Deanny Troi (granej przez Marinę Sirtis). Łącznie pojawiła się w sześciu odcinkach Następnego pokolenia, a dodatkowo, w tej samej roli, w trzech odcinkach serialu Star Trek: Stacja kosmiczna. Ponadto zarówno w tych dwóch serialach, jak w i Star Trek: Voyager, a gościnnie również w Star Trek: Enterprise, nadal użyczała głosu komputerom pokładowym. Po raz ostatni nagrała kwestie wypowiadane przez komputer do pierwszego z filmów nowej odsłony Star Trek, rozgrywającej się w alternatywnej rzeczywistości. W 1996 wystąpiła gościnnie w jednym z odcinków serialu Babylon 5, co miało stanowić symbol dobrych relacji między oboma najważniejszymi telewizyjnymi uniwersami science fiction lat 90., często uważanymi za konkurencyjne. W 2001 sparodiowała swoją rolę komputerowego głosu, występując w podobnym charakterze w jednym z odcinków serialu Family Guy.

### Producentka
Po śmierci Gene’a Roddenberry’ego w 1991 roku faktycznym szefem serii Star Trek został Rick Berman, odgrywający kluczową rolę już w ostatnich latach życia twórcy uniwersum. Barrett przejęła jednak prawa do niezrealizowanych wcześniej pomysłów i koncepcji scenariuszowych jej męża. Na podstawie materiałów z jego archiwum stworzone zostały seriale Ziemia: Ostatnie starcie oraz Andromeda. Barrett była producentką obu tych seriali.
Zmarła w 2008 po krótkiej walce z białaczką, w wieku 76 lat.